# ماري كريستين آدم
ماري كريستين آدم (بالفرنسية: Marie-Christine Adam)‏ هي ممثلة فرنسية، ولدت في 24 سبتمبر 1950.

## وصلات خارجية
- ماري كريستين آدم على موقع IMDb (الإنجليزية)
- ماري كريستين آدم على موقع ألو سيني (الفرنسية)
- ماري كريستين آدم على موقع أول موفي (الإنجليزية)
- ماري كريستين آدم على موقع قاعدة بيانات الأفلام السويدية (السويدية)
- ماري كريستين آدم على موقع قاعدة بيانات الفيلم (الإنجليزية)
- ماري كريستين آدم على موقع كينوبويسك (الروسية)